# 1533年
| 千纪： | 2千纪 |
| 世纪： | 15世纪 \| 16世纪 \| 17世纪                                                                                 |
| 年代： | 1500年代 \| 1510年代 \| 1520年代 \| 1530年代 \| 1540年代 \| 1550年代 \| 1560年代                           |
| 年份： | 1528年 \| 1529年 \| 1530年 \| 1531年 \| 1532年 \| 1533年 \| 1534年 \| 1535年 \| 1536年 \| 1537年 \| 1538年 |
| 纪年： | 癸巳年（蛇年）；明嘉靖十二年；越南莫朝大正四年，后黎朝元和元年；日本天文二年                               |

## 大事记
- 俄罗斯伊凡四世继位。
- 英格兰国王亨利八世禁止英国教会向教皇交纳岁贡。
- 厄瓜多尔和秘鲁成为西班牙殖民地。
- 1月25日——英王亨利八世與安妮·博林結婚，安妮·博林加冕为王后。
- 7月11日——教皇克莱门特七世把英格兰国王亨利八世革出教门。
- 因法王法蘭西斯一世與教宗克萊孟七世和好，就改用鎮壓的態度對待法國新教徒。
- 7月26日——印加帝國薩帕·印卡阿塔瓦爾帕以基督徒的身份被西班牙人通過螺旋絞刑（Garrote）的方式處決。
- 11月15日——弗朗西斯科·皮薩羅在印加帝國王子曼科·印卡·尤潘基的帶領下進入印加帝國首都庫斯科。
- 土默特部首領吉囊第三次征討兀良哈部，並在西海之戰擊敗亦不剌、卜兒孩，征服青海。
- 大同守軍嘩變，土默特部吉囊與俺答汗幫助變軍，失敗後變軍流亡蒙古。
- 奥地利每年向土耳其苏丹纳贡。
- 孟養詔法思倫被部下刺殺，孟養王朝亦宣告分裂。
- 日本周防國大名大內義隆引入「灰吹法」鑄銀。

## 出生
- 5月3日——程大位，中国数学家（逝世1606年）
- 9月7日——伊丽莎白一世，英国女王（逝世1603年）

## 逝世
- 4月10日——弗雷德里克一世，丹麥國王和挪威國王。（1471年出生）
- 7月26日——阿塔瓦尔帕，印加帝國薩帕·印卡。
- 赛德，叶尔羌汗国苏丹（出生1487年）
- 瓦西里三世，莫斯科大公（出生1479年）
- 王宠，书法家（出生1494年）
- 思倫，孟養詔法。